# Solfara Malacarne
La solfara Malacarne o miniera Malacarne  è stata una miniera di zolfo sita in provincia di Agrigento nei pressi del comune di Cattolica Eraclea.
Aperta dopo 1875 è oggi inattiva.